# Chapelle Saint-Michel de Lestre
Pour les articles homonymes, voir Chapelle Saint-Michel.
La chapelle Saint-Michel de Lestre est un ancien édifice catholique, du premier tiers du XIIe siècle, aujourd'hui ruinée, dont les vestiges se dressent sur le territoire de la commune française de Lestre, dans le département de la Manche, en région Normandie.
Les ruines de la chapelle Saint-Michel sont classées au titre des monuments historiques.

## Localisation
Les vestiges de la chapelle Saint-Michel sont situés au hameau du Bourg de Lestre, sur une butte dominant la vallée de la Sinope et la baie de Saint-Vaast, à 1,9 kilomètre au sud-est de l'église Saint-Martin de Lestre, dans le département français de la Manche. L'édifice était située sur le chemin des pèlerins de Saint-Jacques.

## Historique
La chapelle de par sa situation et sa dédicace semblent suggérer qu'elle a remplacé un sanctuaire païen. Une tradition populaire y situe l'emplacement d'une vigie antique. Elle a certainement servi de chapelle castrale ; à ses abords, on voyait encore en 1900 les vestiges d'un « château ». Les différents cultes auxquels elle est associée et sa proximité avec Barfleur donnent à penser qu'elle était un lieu de passage pour les pèlerins d'outre-Manche se rendant au Mont-Saint-Michel ou à Saint-Jacques-de-Compostelle.
La chapelle est mentionnée pour la première fois vers 1160. Vers 1221, Guillaume de Lestre renonce à ses droits sur la chapelle et le patronage échoit à l'abbaye de Blanchelande.
Vendue après la Révolution française, en 1817, la chapelle sert de carrière et ses pierres sont pillées.

## Description
La chapelle, orientée est-ouest, avec ses arcades gothiques et ses chapiteaux romans se situe à la charnière de ses deux styles.
Au XIVe siècle, la chapelle à nef unique et transept que termine une abside romane semi-circulaire a été complétée au nord par une chapelle gothique latérale. À la même époque, la nef a été augmentée d'un bas-côté.
Le chœur
L'abside romane en grès du début du XIIe siècle qu'épaulent deux contreforts plats en calcaire est voutée en cul-de-four. Au sud, on devine dans la maçonnerie un appareil en « opus piscatum » ou arête de poisson. Une corniche sculptée, ornée de modillons à visages grimaçants et de symboles géométriques, coiffe ses murs que percent deux fenêtres étroites et ébrasées. Elle abrite le maitre-autel, une statue décapitée de saint Jacques pèlerin datant du XVe siècle, d'un évêque et un chapiteau déposé du XIIe siècle.
La nef
Au XIVe siècle, la nef a été augmentée au sud d'un bas-côté ouvert latéralement par deux arcs brisés. Elle s'ouvre sur le transept par un arc roman et contient une sainte Trinité dans son angle sud-est.
La chapelle gothique
Elle s'ouvre par une baie ogivale et abrite un enfeu qu'encadrent des pilastres surmontés de pinacles dans lequel un gisant très dégradé, posé sur deux cylindres, est encadré par deux statues en pied, également très dégradées. Elle renferme un autel latéral que surmonte un haut relief des saints Côme et Damien du XVe siècle.

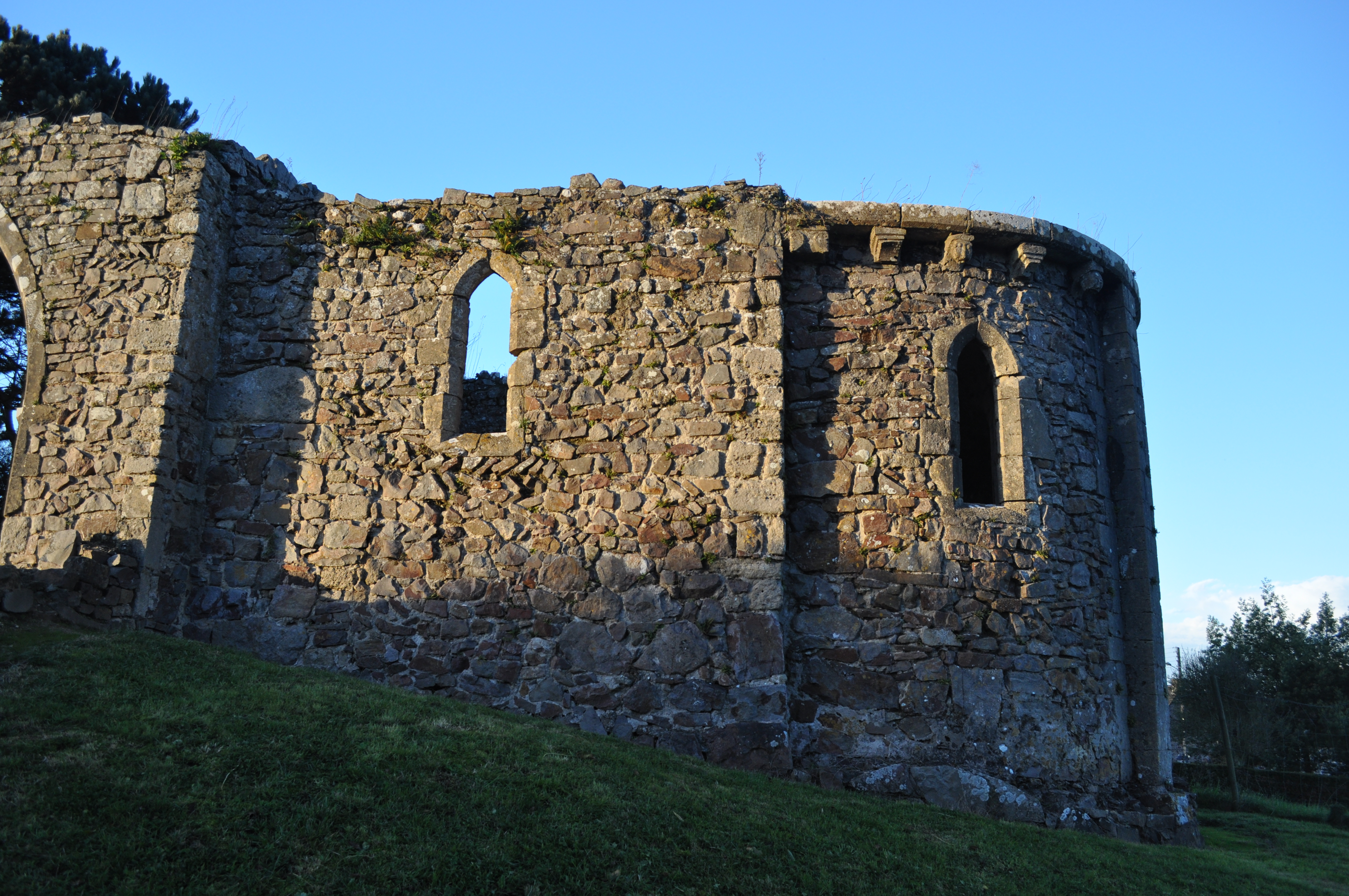
L'abside dans le prolongement du transept.
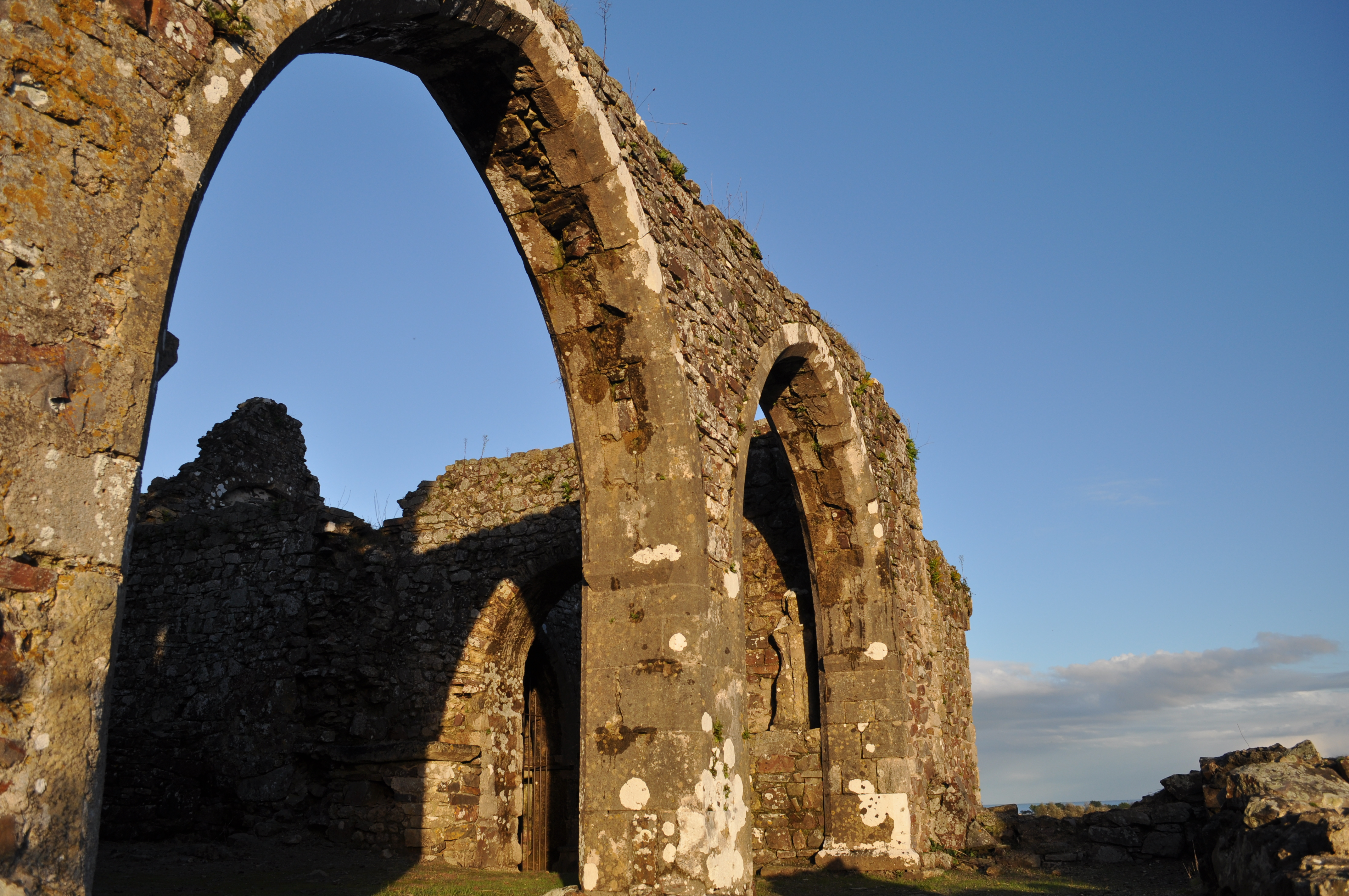
Les arcs brisés du bas-côté.
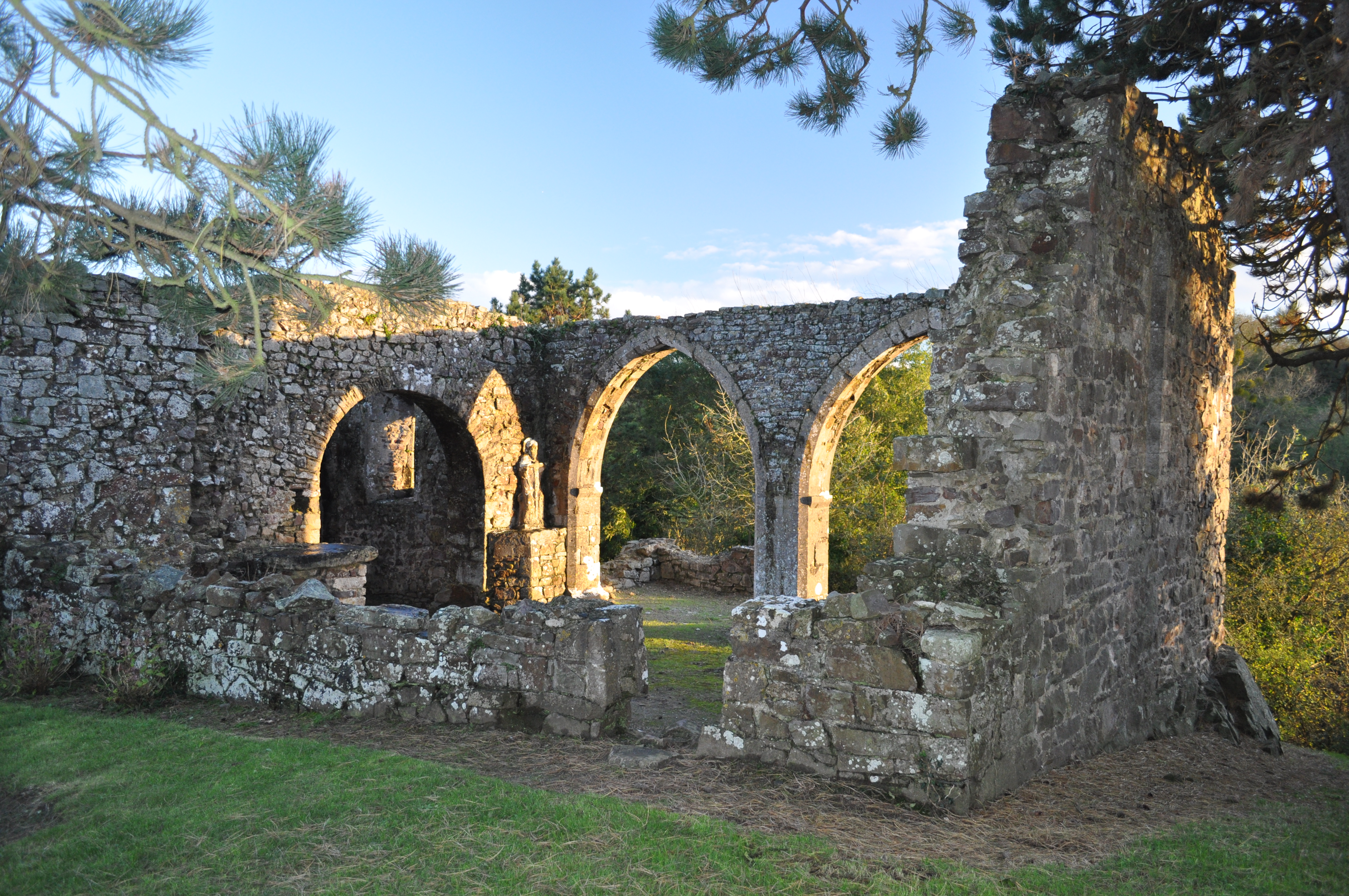
La nef - l'arc roman - les arcs brisés.
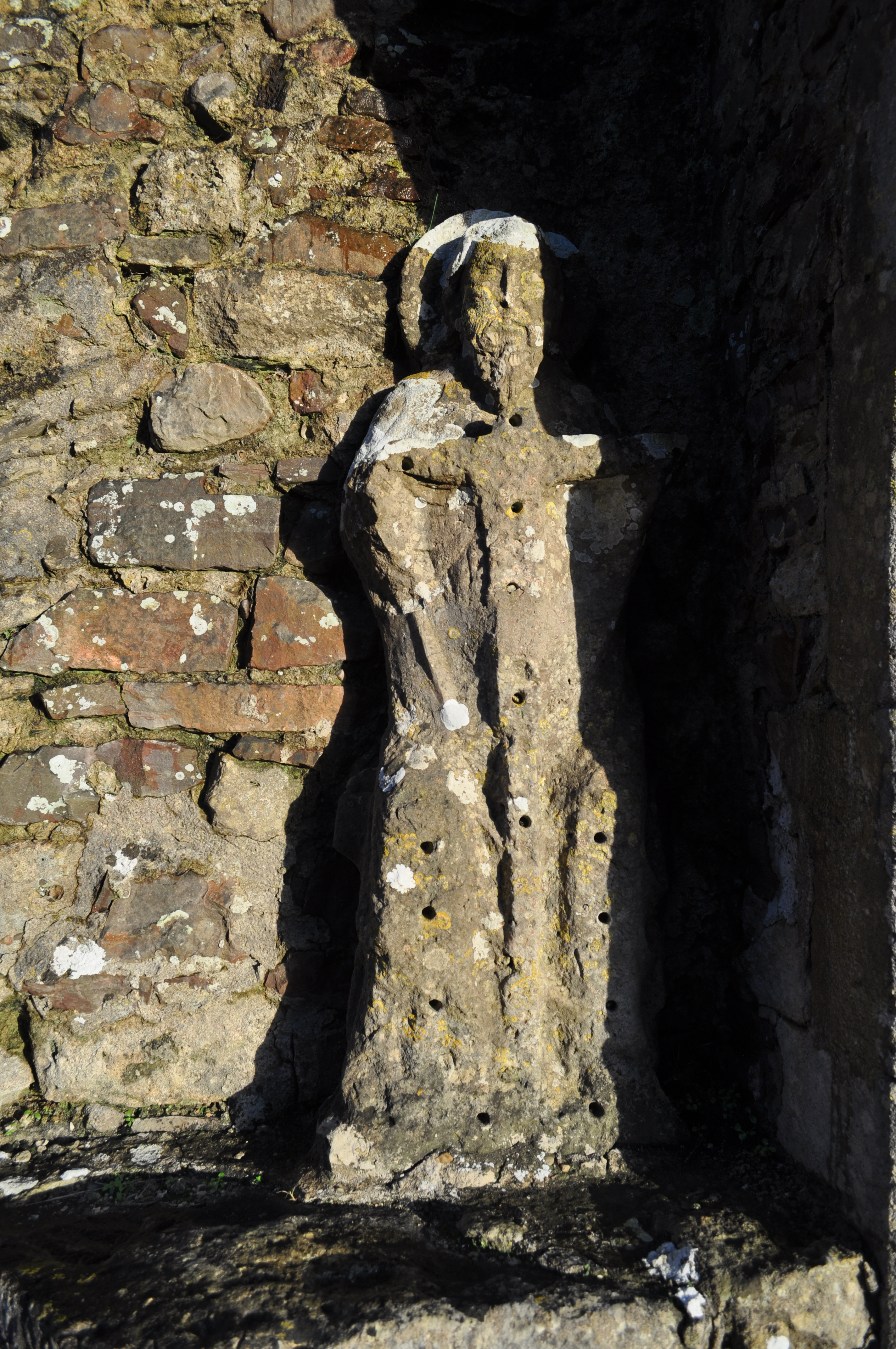
Sainte Trinité.
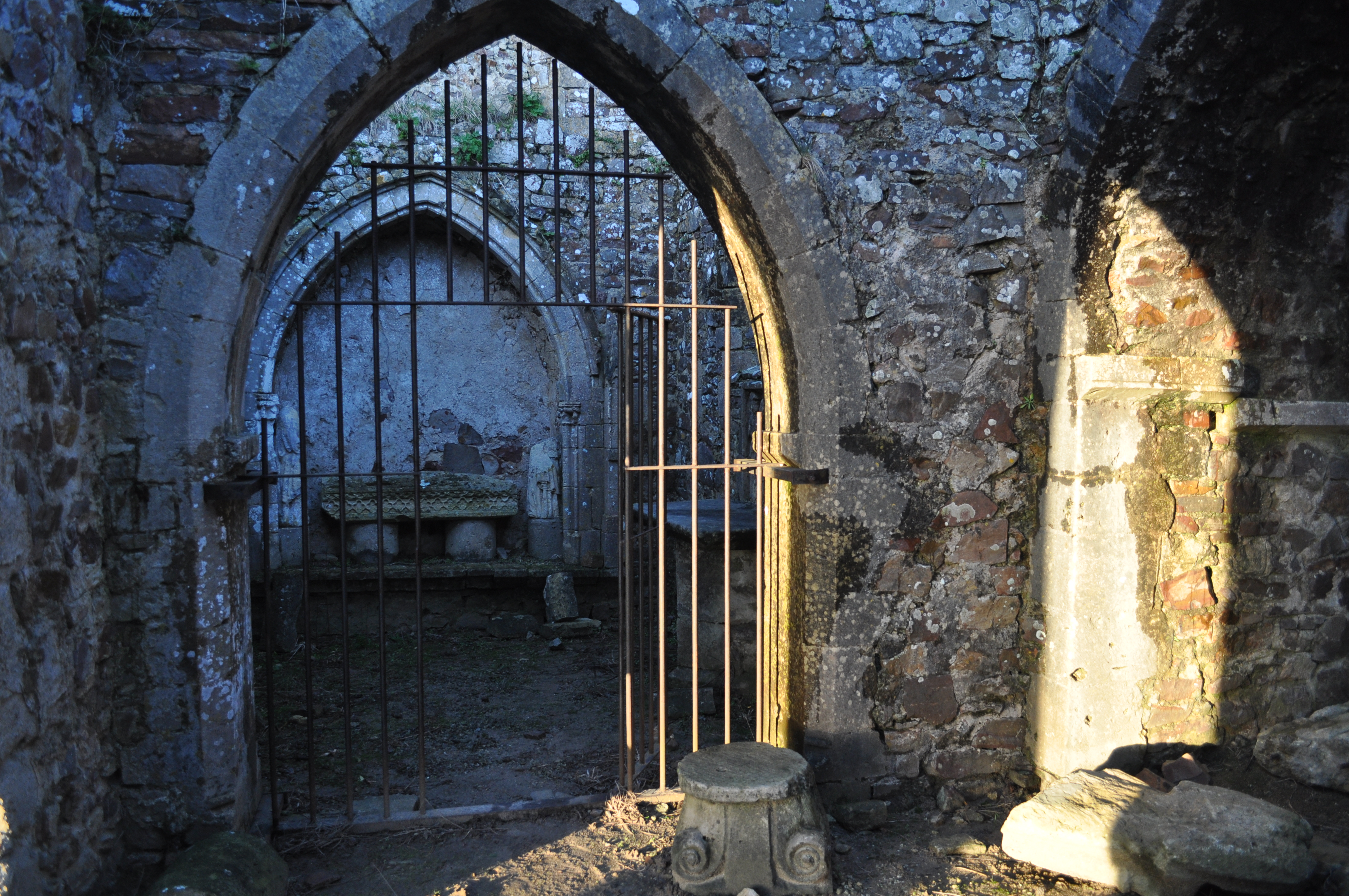
Baie ogivale de la chapelle gothique.
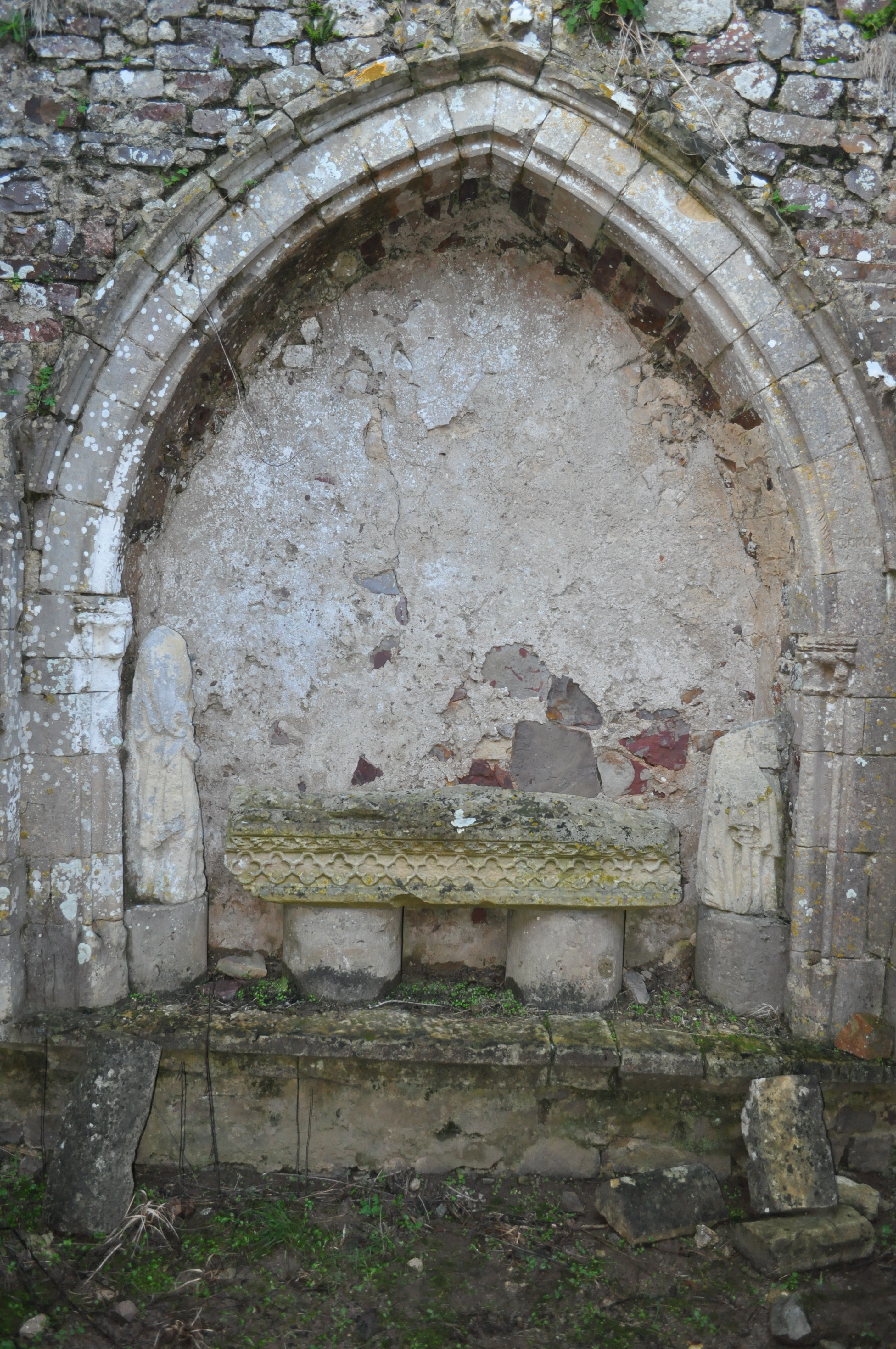
Gisant de la chapelle latérale.
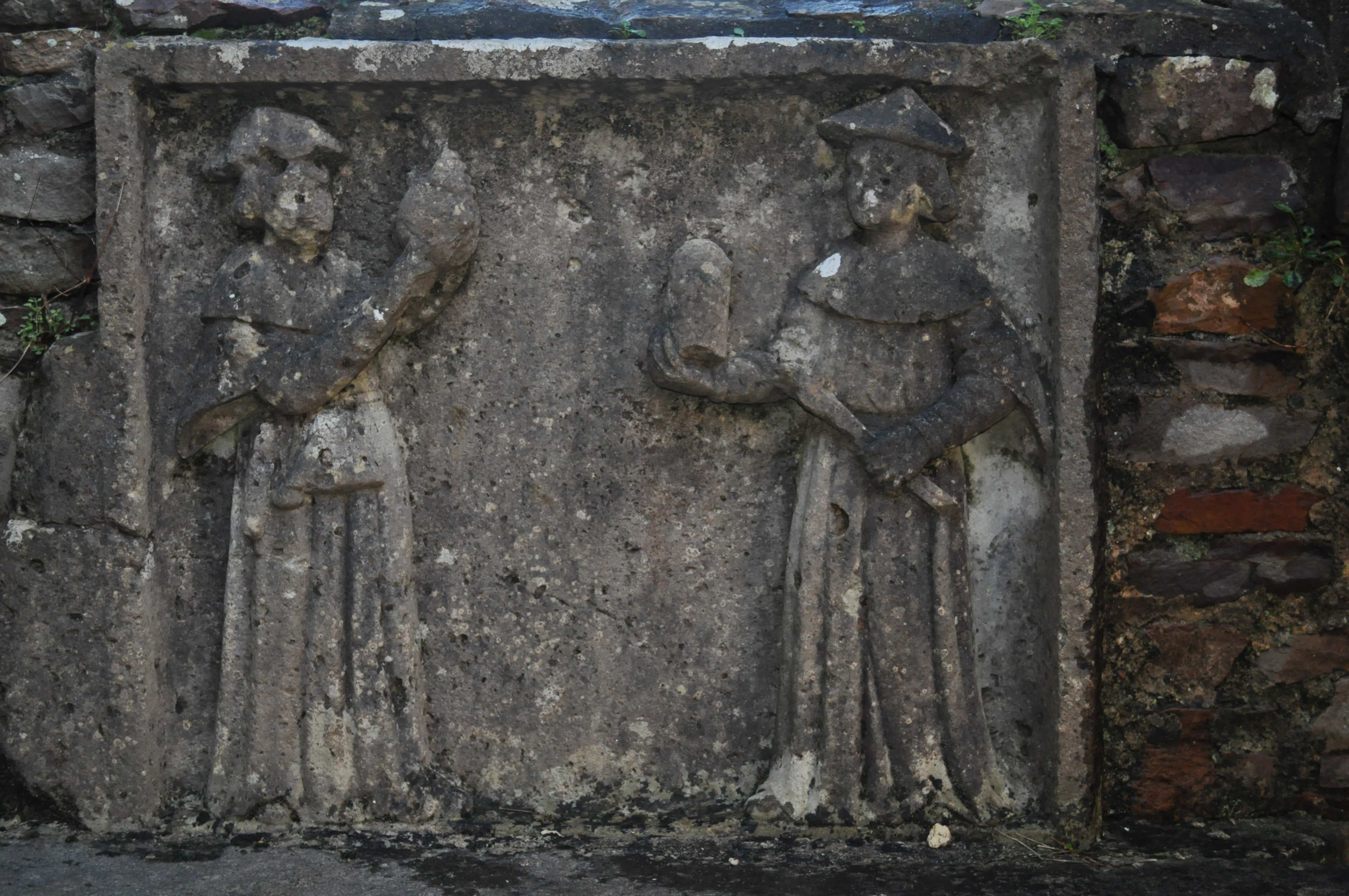
Haut relief de saints Côme et Damien.

## Protection
En 1862, elle fut le premier monument classé au titre des monuments historiques de la Manche par l'inspecteur général Prosper Mérimée et porté sur la liste des monuments historiques de 1862.